# Водораздельный сельсовет
Водоразде́льный сельсове́т — упразднённое сельское поселение в Андроповском районе Ставропольского края Российской Федерации.
Административный центр — село Водораздел.

## География
Находится в южной части Андроповского района. Площадь сельсовета — 9,38 км².
- Водохранилище Красное Каскада Кубанских ГЭС
- Большой Ставропольский канал

## История
Статус и границы сельского поселения установлены Законом Ставропольского края от 4 октября 2004 год № 88-КЗ «О наделении муниципальных образований Ставропольского края статусом городского, сельского поселения, городского округа, муниципального района».
С 16 марта 2020 года, в соответствии с Законом Ставропольского края от 31 января 2020 г. № 2-кз, все муниципальные образования Андроповского муниципального района были преобразованы путём их объединения в единое муниципальное образование Андроповский муниципальный округ.

## Население
| \| 1989[5] \| 2002[5] \| 2010[6] \| 2011[7] \| 2012[8] \| 2013[9] \| 2014[10] \| \| -------- \| -------- \| -------- \| -------- \| -------- \| ------- \| -------- \| \| 3073 \| ↘3051 \| ↘2737 \| ↘2736 \| ↘2695 \| ↘2680 \| ↘2661 \| \| 2015[11] \| 2016[12] \| 2017[13] \| 2018[14] \| 2019[14] \| 2020[1] \| \| \| ↘2605 \| ↘2588 \| ↗2591 \| ↘2536 \| ↘2502 \| ↘2468 \| \| 1000 2000 3000 4000 2010 2015 2020 |       |       |       |       |       |       |
| 1989 | 2002  | 2010  | 2011  | 2012  | 2013  | 2014  |
| 3073 | ↘3051 | ↘2737 | ↘2736 | ↘2695 | ↘2680 | ↘2661 |
| 2015 | 2016  | 2017  | 2018  | 2019  | 2020  |       |
| ↘2605 | ↘2588 | ↗2591 | ↘2536 | ↘2502 | ↘2468 |       |

Демография
В 2011 году родилось 26 человек, умерло — 40.

### Национальный состав
По итогам переписи населения 2010 года проживали следующие национальности (национальности менее 1 %, см. в сноске к строке «Другие»):
| Национальность | Численность | Процент |
| -------------- | ----------- | ------- |
| Русские        | 1923        | 70,26   |
| Греки          | 295         | 10,78   |
| Чеченцы        | 231         | 8,44    |
| Табасараны     | 53          | 1,94    |
| Даргинцы       | 49          | 1,79    |
| Армяне         | 35          | 1,28    |
| Аварцы         | 30          | 1,10    |
| Другие         | 121         | 4,42    |
| Итого          | 2737        | 100,00  |

## Состав сельского поселения
| № | Населённый пункт | Тип населённого пункта       | Население |
| - | ---------------- | ---------------------------- | --------- |
| 1 | Водораздел       | село, административный центр | ↘1340     |
| 2 | Дубовая Балка    | село                         | ↗400      |
| 3 | Каскадный        | посёлок                      | ↘600      |
| 4 | Киан             | посёлок                      | ↘100      |
| 5 | Киан-Подгорное   | село                         | ↗31       |
| 6 | Павловка         | хутор                        | ↘29       |

## Местное самоуправление
Дума Водораздельного сельсовета
Срок полномочий депутатов — 5 лет; дата избрания депутатов — сентябрь 2015 года; количество депутатов — 10 чел.
Председатели Думы
- Аношка Алексей Григорьевич
- Ярошенко Наталья Валерьевна

Администрация Водораздельного сельсовета
Главы администрации
- 2010—2015 годы — Аношка Алексей Григорьевич
- с сентября 2015 года — Ярошенко Наталья Валерьевна (срок полномочий — 5 лет)[22]

## Инфраструктура
- 3 Дома культуры с библиотеками
- Детский сад
- 3 школы
- Специальная школа-интернат
- Врачебная амбулатория
- 2 фельдшерско-акушерских пункта
- Сеть магазинов